# Iuliu Falb
Iuliu Falb (Timișoara, 14 dicembre 1942 – Parigi, 30 aprile 2009) è stato uno schermidore rumeno, specialista del fioretto, vincitore di una medaglia d'oro e due di bronzo ai Campionati mondiali di scherma.